# ابر بیسا
ابر بیسا (انگلیسی: Éber Bessa؛ زادهٔ ۲۱ مارس ۱۹۹۲) بازیکن فوتبال اهل برزیل است.
از باشگاه‌هایی که در آن بازی کرده‌است می‌توان به باشگاه ورزشی کروزیرو، باشگاه فوتبال مونترال، و باشگاه ورزشی ماریتیمو اشاره کرد.